# Briartita
La briartita es un mineral de la clase de los minerales sulfuros, y dentro de esta pertenece al llamado “grupo de la estannita”. Fue descubierta en 1965 en la Mina del Príncipe Leopoldo, una mina en la provincia de Katanga (en la actual República Democrática del Congo). Fue nombrada así en honor a Gaston Briart. Un sinónimo es su clave: IMA1965-018.

## Características químicas
Es un sulfuro anhidro de cobre, hierro y germanio, también considerado un sulfogermanato de cobre y hierro. El grupo de la estannita en que se encuadra son todos sulfuros-seleniuros del sistema cristalino tetragonal con tres cationes metálicos.
Además de los elementos de su fórmula, suele llevar como impurezas: galio y estaño.

## Formación y yacimientos
Aparece como una inclusión rara en otros minerales sulfuros conteniendo germanio y galio.
Suele encontrarse asociado a otros minerales como: calcopirita, tennantita, renierita, germanita, galena o esfalerita.